# Aya Korem

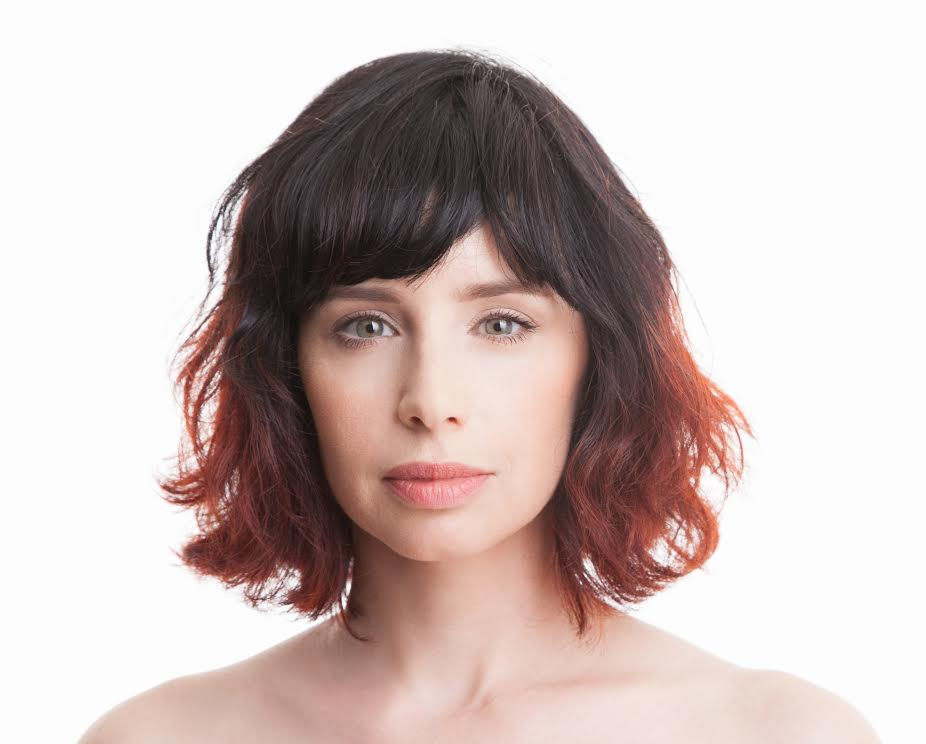
Aya Korem

Aya Korem (* 7. Januar 1980 in Nazareth-Illit) ist eine israelische Pop- und Rockmusikerin, Sängerin und Songwriterin.

## Musikalische Karriere

### Singles
Aya Korems erste Single Ata af Pa'am („Du wirst niemals“) wurde durch das Album Miri Mesika bekannt, das von Miri Mesika geschrieben und von Ori Zakh und Shmulik Neufeld im April 2005 herausgebracht wurde. Mesika veröffentlichte im Jahre 2007 ein zweites Album, Shalom LaEmunot  („Good-bye Beliefs“), auf dem sich auch Korems neue Single Tmuna („Bild“) befand.
2007 veröffentlichte Hila Zaitun Korems Single Rak Lihyot Ito („Nur um mit ihm zusammen zu sein“) neben der Single Tisha'er („Bleib“), die von Daniel Dor  geschrieben wurde. Weiter gab Zaitun die Single Ha Boker Hevanti heraus, die Amit Zach geschrieben hatte.

### Alben

#### Aya Korem(2006)
Im Jahre 2006 veröffentlichte Korem ihr erstes Album Aya Korem, das von Ori Zakh produziert wurde.
Bei der Israeli Annual Hebrew Song Chart der Radio-Kanäle Reshet Gimmel  und Galgalatz erreichte sie den zweiten Platz in der Kategorie Sängerin des Jahres.
Das Album wurde als Golden Album ausgezeichnet und Korem erhielt den Golden Album Award.  Das Album verkaufte sich 30.000 mal.

#### Safa Zara(2008)
Am 28. Februar 2008 gab sie ihr zweites, von Jazz, Kabarett und Country-Musik beeinflusstes, Album Safa Zara („Fremde Sprache“) heraus. Es beinhaltet Lieder, die sie im Alter von 26 bis 27 Jahren schrieb.
Die erste Single HaSof shel HaSipur („Das Ende der Geschichte“) ist ein trauriges Liebeslied, das sie zusammen mit Eric Berman geschrieben hatte und das im Dezember 2007 herausgegeben wurde. Im Februar 2008 wurde Al Ta'amini („Glaube nicht“) veröffentlicht. Zwei weitere Lieder des Albums wurden als Singles herausgegeben: Otobiografia („Autobiographie“) und Achschav Kasot („Jetzt ist es wie dies“). Andere Singles des Albums sind HaElim HaHadashim („Die neuen Götter“) sowie die Lieder Essrim weChamesch, Ma Iheye'e Iti, Imma („Was wird mit mir werden, Mutter“) und Numi („Numi“).

#### Lealef Et HaSusim(2011)
Am 30. Juni 2011 gab Korem ihr drittes Album, Lealef Et HaSusim („Taming the Horses“), heraus.

## Diskografie

### Alben
- 2006: Aya Korem
- 2008: שפה זרה
- 2011: לאלף את הסוסים
- 2015: הלב הזה, המשומש
- 2016: אלפיים עשרים ושלוש
- 2021: הכוכבת של נצרת עילית
- 2022: איה כורם 2022
- 2024: לחסד וגאולה המשך ישר

### Live-Alben
- 2019: שלך, א. כורם
- 2024: שלך, א. כורם

### Singles (Auswahl)
- 2006: יונתן שפירא
- 2015: ציפור זהב
- 2020: רק אהבה (mit Adam Ben Amitay)